# Souls (serie)
La serie Souls ( ソウルシリーズSORU shirīzu-, en español: "Almas") es una serie de videojuegos pertenecientes al género de rol y de acción, creados y desarrollados por la empresa From Software. La serie comenzó con el lanzamiento de Demon's Souls para la PlayStation 3 en 2009. Fue seguido por Dark Souls en el año 2011, y sus secuelas, Dark Souls II y Dark Souls III, en 2014 y 2016, respectivamente. El creador de la serie fue Hidetaka Miyazaki, quien ha estado involucrado en todas las entregas. En la serie hay una fuerte presencia del valor estético de la cultura clásica japonesa: mono no aware.
Los juegos de la serie Souls se juegan en una perspectiva en tercera persona, y se centran en el combate con armas y magia con monstruos y exploración. Los jugadores luchan contra los jefes, interactúan con extraños personajes no jugables y viajan a través de entornos interconectados de estilo medieval para avanzar a través de la historia. La serie es particularmente notable por su dificultad, un punto común de alabanza y crítica. La serie es considerada un sucesor espiritual de la serie de juegos King's Field. Otro juego desarrollado por FromSoftware, Bloodborne, comparte muchos de los mismos conceptos que la serie y a menudo se agrupa como la serie "Soulsborne".

## Ambientación
Los juegos tienen lugar en un entorno de fantasía medieval, donde el jugador lucha contra caballeros, dragones y varios monstruos. Un tema recurrente de los escenarios de los juegos es el de un reino que una vez fue poderoso y próspero, que se ha convertido en ruinas después de una serie de eventos desafortunados. Cada entrega sigue una búsqueda diferente para el personaje del jugador: en el videojuego Demon's Souls, para tratar de detener la propagación de una niebla infestada de demonios; en Dark Souls, para prolongar una era de prosperidad conocida como La Era del Fuego; en Dark Souls II, para encontrar una cura para la dolencia conocida como "ahuecamiento"; y en Dark Souls III para poner fin a la maldición de los muertos vivientes y al ciclo repetitivo de La Era del Fuego.

## Modo de juego
El protagonista de cada juego de Souls puede tener un género, apariencia, nombre y clase de inicio variable. Los jugadores pueden elegir entre clases, incluidos caballeros, bárbaros, ladrones y magos. Cada clase tiene su propio equipo inicial y habilidades que pueden ser adaptadas por la experiencia y las elecciones del jugador a medida que avanzan. El jugador gana Almas de las batallas del juego, que actúan como puntos de experiencia para subir de nivel y como moneda para comprar artículos. Las Almas ganadas son usualmente proporcionales a la dificultad de luchar contra ciertos enemigos; cuanto más difícil sea un enemigo, más Almas ganará el jugador.
Una de las mecánicas fundamentales de la serie es que utiliza la muerte para enseñar a los jugadores cómo reaccionar en entornos hostiles, fomentando la repetición, aprendiendo de los errores del pasado y la experiencia previa como medio para superar su dificultad. Al perder todos los puntos de vida y morir, los jugadores pierden sus Almas y son teletransportados a una hoguera donde descansaron por última vez, que sirve como punto de control. Se le da una oportunidad al jugador de recuperar sus Almas perdidas en forma de una mancha de sangre, que se colocan en el mismo lugar donde murieron por última vez. Si el jugador muere de nuevo antes de alcanzar su mancha de sangre, que aparece en el lugar de su última muerte, las Almas se pierden permanentemente. Como la mayoría de los enemigos son reaparecidos después de la muerte del jugador, o si el jugador debe descansar en una hoguera, el jugador tiene la oportunidad de recuperar más Almas por repetidos encuentros de combate . Otro aspecto central de los juegos de Souls es la dependencia de la resistencia en la batalla. Realizar ataques, bloquear o esquivar consume energía, que de lo contrario se restaura rápidamente si el jugador se queda quieto o simplemente camina. Ciertos movimientos no se pueden ejecutar si el jugador no tiene resistencia, lo que los hace vulnerables al ataque. Los jugadores deben equilibrar su tasa de ataques contra movimientos defensivos y breves períodos de descanso para sobrevivir a los encuentros más difíciles.
La interacción en línea en los juegos de Souls está integrada en la experiencia de un solo jugador. A lo largo de los niveles, los jugadores pueden ver brevemente las acciones de otros jugadores como fantasmas en la misma área que pueden mostrar pasajes ocultos o interruptores. Cuando un jugador muere, se puede dejar una mancha de sangre en el mundo de juego de otros jugadores para que cuando se active puede mostrar a un fantasma jugando sus momentos finales, indicando cómo murió esa persona y ayudando potencialmente al jugador a evitar el mismo destino por adelantado. Los jugadores pueden dejar mensajes en el terreno que pueden ayudar a los jugadores al proporcionar pistas o advertencias, o dañar a los jugadores al dejar pistas falsas. Los jugadores también pueden participar tanto en el combate jugador contra jugador como en el juego cooperativo usando la mecánica de invasión o invocación.

## Juegos

### Demon's Souls (2009)
Lanzado en 2009 para la PlayStation 3, Demon's Souls es el primer juego de la serie Souls. También se ha descrito como un sucesor espiritual de la serie de juegos de King's Field, mientras que al mismo tiempo se describe como una entidad separada "guiada por diferentes conceptos básicos de diseño de juegos". También se inspiró en videojuegos como Ico, The Legend of Zelda, y los primeros juegos de Dragon Quest, así como el manga Berserk, Saint Seiya y JoJo's Bizarre Adventure.
Demon's Souls tiene lugar en el ficticio reino de Boletaria, que está siendo devastado por una niebla maldita que produce demonios que se deleitan con las Almas de los mortales. A diferencia de sus sucesores, Demon's Souls utiliza un sistema de lugar central conocido como el "Nexus", donde los jugadores pueden subir de nivel, reparar equipos o comprar ciertos artículos, antes de aventurarse en uno de los cinco mundos conectados. La función "Tendencia mundial" también es exclusiva de Demon's Souls, donde la dificultad de explorar un mundo depende de cuántos jefes han sido asesinados y de cómo muere el jugador. El juego implica un sistema de creación de personajes y enfatiza la recolección de botines a través del combate con los enemigos en una serie no lineal de ubicaciones variadas. Tiene un sistema multijugador en línea integrado en un solo jugador, en el que los jugadores pueden dejar mensajes y advertencias para los mundos de otros jugadores, así como unirse a otros jugadores para ayudarlos o matarlos.

### Dark Souls (2011)
Dark Souls es el segundo videojuego de la serie Souls, y se considera el sucesor espiritual de Demon's Souls. FromSoftware quería crear juegos similares a Demon's Souls, pero la exclusividad del título de la plataforma de Sony, la PlayStation les impidió usar el mismo nombre en otras plataformas. En cambio, Fromsoftware creó una nueva propiedad intelectual que se publicará en varias consolas. Fue lanzado en 2011 para la PlayStation 3 y Xbox 360. En 2012, Dark Souls: Prepare to Die Edition fue lanzado para Microsoft Windows, PlayStation 3 y Xbox 360, presentando el juego base y el contenido descargable de Artorias of the Abyss. El juego tiene lugar en el reino ficticio de Lordran. Los jugadores asumen el papel de un personaje humano maldito que ha sido elegido para descubrir el destino de los no-muertos. La trama de Dark Souls se cuenta principalmente a través de descripciones de elementos del juego y diálogos con personajes no jugables (NPC). Los jugadores deben unir pistas para comprender la historia, en lugar de contarlas a través de medios más tradicionales, como a través de escenas. Dark Souls obtuvo gran reconocimiento debido a su dificultad extenuante y su desafío implacable.

### Dark Souls II (2014)
Dark Souls II es la tercera entrega de la serie Souls. A diferencia de los dos juegos anteriores, el director Hidetaka Miyazaki no repitió su papel. Fue lanzado en 2014 para Microsoft Windows, PlayStation 3 y Xbox 360. En 2015, se lanzó una versión actualizada con contenido descargable de The Lost Crowns para Microsoft Windows, PlayStation 3, Xbox 360, PlayStation 4 y Xbox One, bajo el título Dark Souls II: Scholar of the First Sin - con las últimas dos plataformas recibiendo lanzamientos minoristas. El juego tiene lugar en el reino ficticio de Drangleic, donde el jugador debe encontrar una cura para la maldición de los muertos vivientes. Aunque está ambientado en el mismo universo que el juego anterior, no hay una conexión directa con el primer Dark Souls.

### Dark Souls III (2016)
Dark Souls III se anunció oficialmente en la Electronic Entertainment Expo 2015, y se lanzó en Japón el 24 de marzo de 2016, y en todo el mundo el 12 de abril de 2016, para Microsoft Windows, PlayStation 4 y Xbox One. La jugabilidad es más rápida que la de las anteriores entregas de Souls, que fue atribuida en parte a la jugabilidad de Bloodborne.

### Demon's Souls, remake para PS5 (2020)
En 2020 se lanzó una remasterización de Demon's Souls en exclusiva para la nueva consola PS5.

### Futuro
En una entrevista para promocionar Dark Souls III, a Miyazaki se le preguntó cómo se sentía acerca de la cantidad actual de juegos de Souls. Él respondió diciendo: "No creo que sea la opción correcta continuar creando indefinidamente los Souls y los juegos Bloodborne. Estoy considerando que Dark Souls 3 sea el gran cierre de la serie. Eso no solo depende de mí, pero FromSoftware y yo queremos crear nuevas cosas en el futuro... Creo que From Software tiene que crear cosas nuevas. Habrá nuevos tipos de juegos que vengan de nosotros, y Dark Souls 3 es un marcador importante en la evolución de From Software".
En abril de 2016, se informó que Miyazaki y FromSoftware habían comenzado a trabajar en una nueva propiedad intelectual (IP), y que no tenían planes actuales para continuar la serie de Souls con secuelas o derivaciones. Miyazaki también reconoció la demanda de una remasterización de Demon's Souls, pero declaró que el proyecto probablemente sería manejado a través de un estudio diferente.

## Títulos relacionados
La serie King's Field debutó a mediados de la década de 1990 para PlayStation con King's Field y sus dos secuelas. Después de la trilogía original, se lanzó un cuarto juego para PlayStation 2, después de lo cual, la serie tuvo algunos títulos derivados. La serie King's Field se considera un predecesor espiritual de la serie Souls.
Otro juego de FromSoftware, Bloodborne, fue dirigido por el creador de la serie Souls Hidetaka Miyazaki y lanzado para la PlayStation 4 en marzo de 2015. Aunque es propiedad intelectual propia y no una entrega de Souls, comparte muchos de los mismos conceptos y a menudo se asocia con serie, donde se conoce colectivamente como "Soulsborne".
El 28 de febrero de 2016, Bandai Namco Games se asoció con el minorista estadounidense GameStop para liberar Slashy Souls, un videojuego free-to-play de móvil de tipo corredor sin fin, basado en la serie. El juego se presenta en un estilo de arte de píxeles y comparte el nivel de dificultad de la serie. El juego se encontró con una recepción crítica muy negativa, con críticos como Chris Carter de Destructoid y Jim Sterling, que dieron al juego un 1/10.

## Otros medios
El 19 de enero de 2016, Titan Comics anunció que un cómic basado en la serie se lanzaría ese mismo año. El primer número debutó el 6 de abril de 2016, coincidiendo con el lanzamiento internacional de Dark Souls III el 12 de abril. Ese mismo mes, se anunció una campaña de Kickstarter para un juego de tablero oficial con licencia basado en la serie, titulada Dark Souls - El juego de mesa. La campaña se financió dentro de los primeros tres minutos de su lanzamiento, y fue publicada por Steamforged Games y lanzado en abril de 2017.
En febrero de 2017, la música de la serie, compuesta por Motoi Sakuraba, fue interpretada por una orquesta en vivo en la sala de conciertos Salle Pleyel en París. En septiembre de ese año, se lanzó en Europa una caja de vinilo de edición limitada que contiene las bandas sonoras de los tres juegos. En Japón, un conjunto de cajas que contiene las versiones mejoradas de los tres juegos para PlayStation 4, las bandas sonoras de cada uno, sujeta libros, impresiones artísticas y diccionarios que detallan cada elemento del juego de la serie se lanzará el 24 de mayo de 2018.

## Recepción
| Videojuego | GameRankings | Metacritic |
| ---------- | ------------ | ---------- |

La serie de Souls se ha encontrado con la aclamación crítica generalizada. Demon's Souls ganó varios premios, incluido el "Mejor nuevo IP" de GameTrailers, y el Juego del año en general de GameSpot.
Dark Souls originalmente no tenía un port para Microsoft Windows, pero al ver la petición de un fanático, el administrador de la comunidad de Bandai Namco, Tony Shoupinou, elogió su apoyo y se lanzó un port de Windows en 2012. Dark Souls también es considerado por algunos críticos como uno de los mejores juegos de todos los tiempos, y ha influido en el desarrollo de otros juegos, incluido Destiny, Alienation, Lords of the Fallen, Salt and Sanctuary, Shovel Knight, Titan Souls, y Enter the Gungeon. La serie inspiró una aplicación de medios sociales para iOS y Android llamada Soapstone, que usa un sistema similar de mensajería en línea utilizado en la serie adaptada para el mundo real, usando GPS para determinar la ubicación de un usuario y mostrar una lista de mensajes crípticos publicados por otros usuarios en el área.
Dark Souls II también recibió elogios de la crítica, y es el juego mejor calificado de la serie en Metacritic. Antes de su lanzamiento, Dark Souls III fue uno de los juegos más esperados de 2016, y también recibió críticas muy buenas luego de su lanzamiento.

### Ventas
A partir de marzo de 2015, Demon's Souls había vendido más de 1,7 millones de copias, mientras que a partir de mayo de 2016 , la trilogía de Dark Souls había vendido más de 13 millones de copias. Dark Souls III rompió récords de ventas después del lanzamiento, con el título siendo el juego de más rápida venta en la historia de Bandai Namco, vendiendo más de tres millones de copias en todo el mundo un mes después de su lanzamiento internacional.

### Legado
La serie Souls ha llevado a la industria de los videojuegos a usar el término "Souls-like" o "Soulsborne" para describir juegos de rol de acción de otros desarrolladores que siguen los principios generales de la serie Souls, aunque no existe una definición bien establecida para tales juegos. Estos juegos tipo Souls suelen tener un alto nivel de dificultad donde se espera e incorpora la muerte repetida del personaje jugador como parte del juego, perdiendo todo progreso si no se han alcanzado ciertos puntos de control, y un medio para mejorar permanentemente las habilidades del personaje jugador, como para poder progresar más. Tales juegos considerados como Souls-like incluyen Salt and Sanctuary, Lords of the Fallen, Nioh, The Surge, y Code Vein.